# Lac Charleston
Le Lac Charleston est situé au sud-est de l'Ontario, juste au nord-est de Gananoque. Le lac est creusé dans l'axe de Frontenac, une extension assez étroite du bouclier canadien qui domine le paysage du nord de l'Ontario. Il alimente la rivière Gananoque. 
Le parc provincial du lac Charleston est situé sur les rives du lac et se prête à diverses activités récréatives : camping, marche, canotage, pêche, exploration de la nature.
Le lac Charleston a plus de 160 km de rivage et compte plus d'une centaine d'îles, avec plus de 800 résidences d'été ou permanentes. La superficie du lac est de 26,2 km2 et la profondeur maximale est de 91,1 m. Il est le plus grand lac de la Réserve de biosphère de l'Arche de Frontenac.
Il présente d'importantes caractéristiques géologiques, biologiques et culturelles.

## Sources
- Charleston Lake
- Friends of Charleston Lake Park
- Charleston Lake Provincial Park official site